# 이봉 두이
이봉 두이(프랑스어: Yvon Douis; 1935년 5월 16일, 오트-노르망디 지방 레 앙들리 ~ 2021년 1월 28일, 프로방스-알프-코트 다쥐르 니스)는 프랑스의 전 프로 축구 선수로, 현역 시절 스트라이커로 활약했다.

## 경력
두이는 레 앙들리 출신이다. 현역 시절, 그는 릴(1953–1959), 르 아브르(1959–1961), 모나코(1961–1967), 그리고 캉(1967–1969)에서 활약했다. 그는 프랑스 국가대표팀 일원으로 1957년부터 1965년까지 활약하며 1958년 월드컵에서는 프랑스 국가대표팀의 3위 입성에 일조했다. 두이는 1958년 스웨덴 대회에서 서독과의 3위 결정전에 득점했다.

## 사생활
이본은 장-프랑수아의 형으로, 장-프랑수아도 축구인으로 살아갔다.

## 사망
두이는 프랑스의 코로나19 범유행으로 인해 코로나바이러스감염증-19로 영면에 들었다.